# Hampshire (oveja)
Hampshire es una raza de ovinos lograda en 1880 al sur de Inglaterra, en el condado de Hampshire. Se logró gracias a la mezcla de distintas razas, entre ellas la Bershire Knot, Hampshire Old y Willshire Horn.

## Características
El Hampshire es fuerte, muy estilizado y de gran adaptación al clima variado. No debe tener rasgos de tosquedad ni aparentar debilidad. Es un animal carnicero con buena masa muscular, profundo, corto y ancho, (la profundidad está dada por la distancia de la cruz a la cinchera).
Su cabeza es más ancha que larga, el cuello es ancho, no tiene cuernos, sus orejas son largas y el pelaje es oscuro. Esto se repite en la cara y en los miembros anterior y posterior desde las rodillas y garrones hasta las pezuñas, respectivamente. Los ojos están libres de lana. El largo de los miembros debe ser armónico con el cuerpo.
El vellón es de color blanco de tipo compacto, no debe tener lana negra. El largo de las mechas varia entre los 5 y 11 cm. y dan una lana que es áspera al tacto, con un grosor es de 27 a 32 µm.
El Hampshire tiene buenos aplomos en sus miembros, a veces es considerado un defecto. Otros defectos pueden ser:
- Prognatismo superior o inferior.
- Presencia de cuernos.
- problemas de columnas.
- Problemas de ojos como el entropión.